# Máté Koch
Máté Tamás Koch (Komárom, 17 de septiembre de 1999) es un deportista húngaro que compite en esgrima, especialista en la modalidad de espada.
Participó en los Juegos Olímpicos de París 2024, obteniendo una medalla de oro en la prueba por equipos (junto con Tibor Andrásfi, Gergely Siklósi y Dávid Nagy).
Ganó dos medallas en el Campeonato Mundial de Esgrima, en los años 2023 y 2025, y una medalla de bronce en el Campeonato Europeo de Esgrima de 2019. En los Juegos Europeos de Cracovia 2023 consiguió una medalla de oro en la prueba por equipos.

## Palmarés internacional
| Juegos Olímpicos   | Juegos Olímpicos      | Juegos Olímpicos  | Juegos Olímpicos   |
| Año                | Lugar                 | Medalla           | Prueba             |
| ------------------ | --------------------- | ----------------- | ------------------ |
| 2024               | París (Francia)       | Medalla de oro    | Espada por equipos |
| Campeonato Mundial |                       |                   |                    |
| Año                | Lugar                 | Medalla           | Prueba             |
| 2023               | Milán (Italia)        | Medalla de oro    | Espada individual  |
| 2025               | Tiflis (Georgia)      | Medalla de plata  | Espada por equipos |
| Juegos Europeos    |                       |                   |                    |
| Año                | Lugar                 | Medalla           | Prueba             |
| 2023               | Cracovia (Polonia)    | Medalla de oro    | Espada por equipos |
| Campeonato Europeo |                       |                   |                    |
| Año                | Lugar                 | Medalla           | Prueba             |
| 2019               | Düsseldorf (Alemania) | Medalla de bronce | Espada por equipos |